# Ocyale dewinterae
Ocyale dewinterae là một loài nhện trong họ Lycosidae.
Loài này thuộc chi Ocyale. Ocyale dewinterae được Mark Alderweireldt miêu tả năm 1996.